# Верхнє Ца-Ведено
Верхнє Ца-Ведено (рос. Верхнее Ца-Ведено) — село у Веденському районі Чечні Російської Федерації.
Населення становить 556 осіб. Входить до складу муніципального утворення Ца-Веденське сільське поселення.

## Історія
Згідно із законом від 20 лютого 2009 року органом місцевого самоврядування є Ца-Веденське сільське поселення.

## Населення
| 2002 | 2010 |
| ---- | ---- |
| 0    | ↗556 |